# 対偶 (機械工学)
機械工学における対偶（たいぐう：pair）は二つの機械要素の組み合わせのことを言う。対偶には以下のようないくつかの種類がある。
点対偶は機械要素の接触が点となる対偶のことである。球の機械要素が面を伝うようなものは点対偶と言える。
線対偶は機械要素の接触が線となる対偶のことである。円柱の機械要素との接触は線対偶になる。
面対偶は節の接触が面となる対偶である。平板が平面を移動するとき、面対偶といえる。
軸と軸受のように、回転するものとそれを受けるものの組み合わせを回り対偶、おねじとめねじのように、ねじによる組み合わせをねじ対偶、スライダなどの直線上をすべるようなものの組み合わせをすべり対偶という。
対偶の種類によって自由度がある程度決まっている。例えば点対偶であるならば自由度5、すべり対偶は自由度1である。線対偶は最大自由度4であるが、3になることもある。